# Rhododendron columbianum
Rhododendron columbianum (лат.) — кустарник, вид рода Рододендрон (Viburnum) семейства Вересковые (Ericaceae), произрастающий в западной части Северной Америки.

## Ботаническое описание
Rhododendron columbianum — кустарник высотой до 2 м, распространяющийся посредством подземных корневищ. Вечнозелёные листья от яйцевидных до ланцетных, при раздавливании ароматные. Цветки от белого до кремового, собраны группами от 10 до 35.

## Распространение и местообитание
Rhododendron columbianum — кустарник, который широко распространён на западе США и в западной Канаде, где встречается в Британской Колумбии, Альберте, Вашингтоне, Орегоне, Айдахо, Калифорнии, Монтане, Вайоминге, Юте, Неваде и Колорадо. Растёт во влажных местах на высоте до 3 500 м над уровнем моря.

## Использование
Растение используется в медицине как вяжущее, потогонное, мочегонное и слабительное средство в виде чая. Однако R. columbianum может быть токсичным, если настаивать чай слишком долго. Аромат листьев также используется для отпугивания насекомых и грызунов.

## Галерея

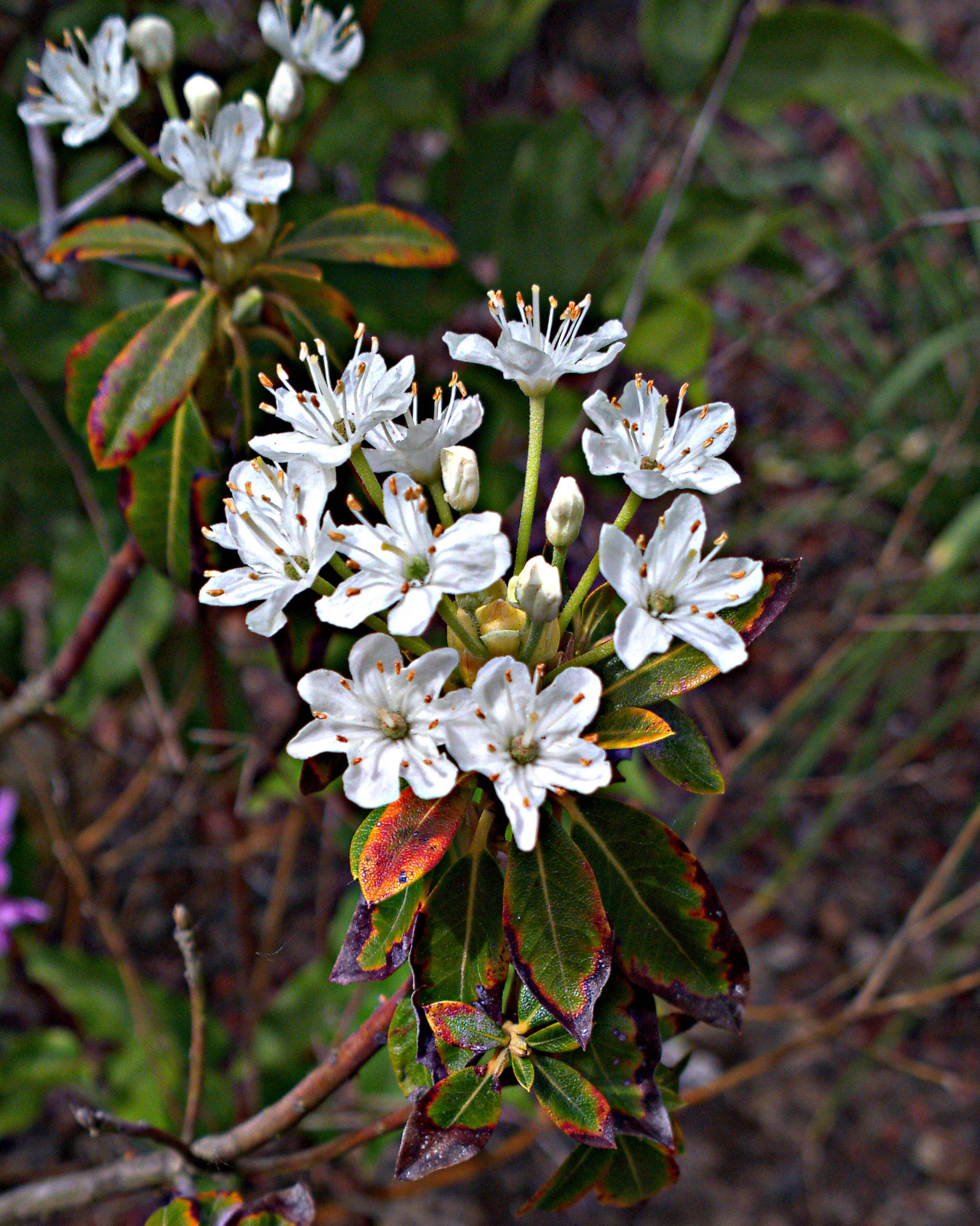
Цветки
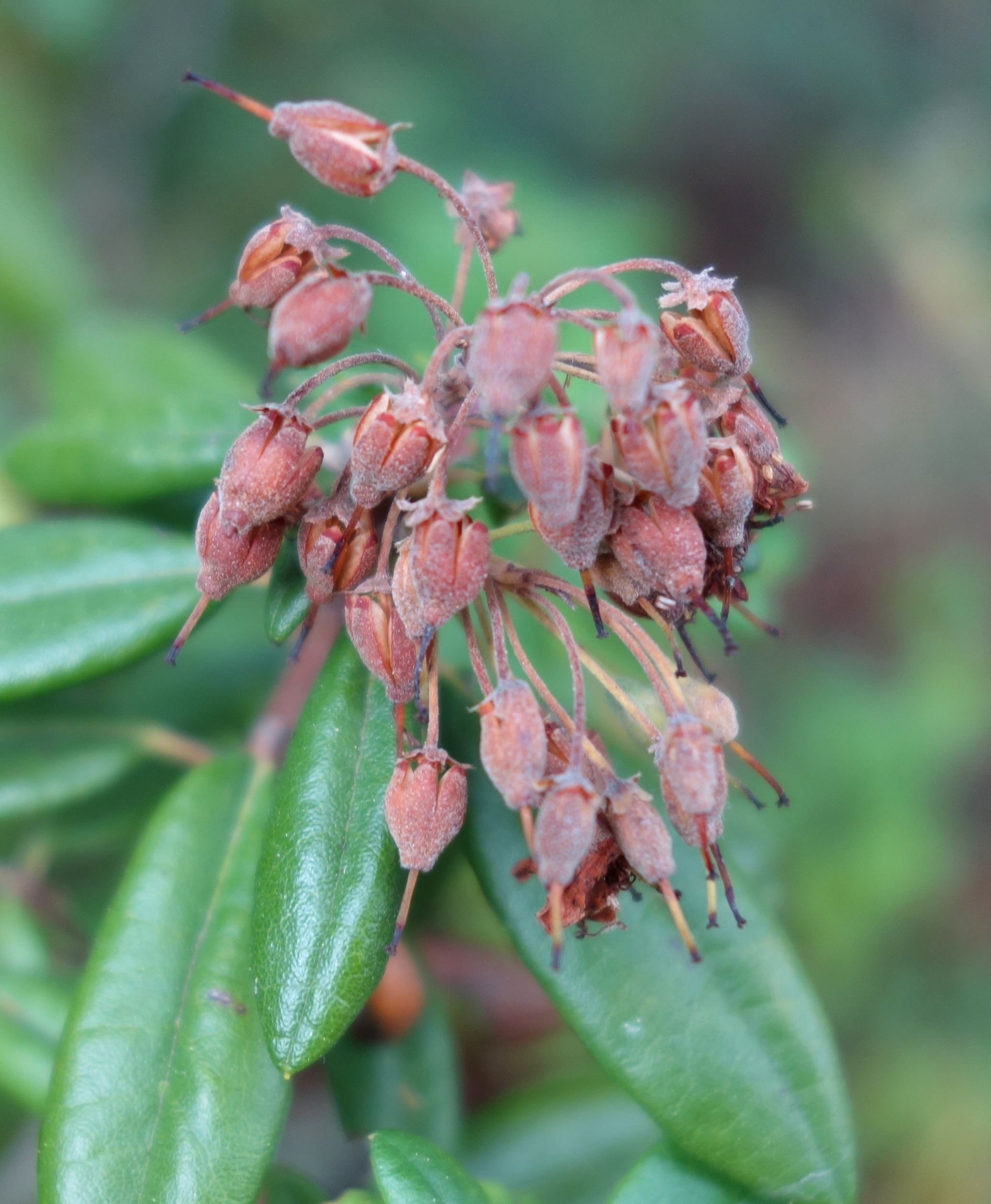
Плоды
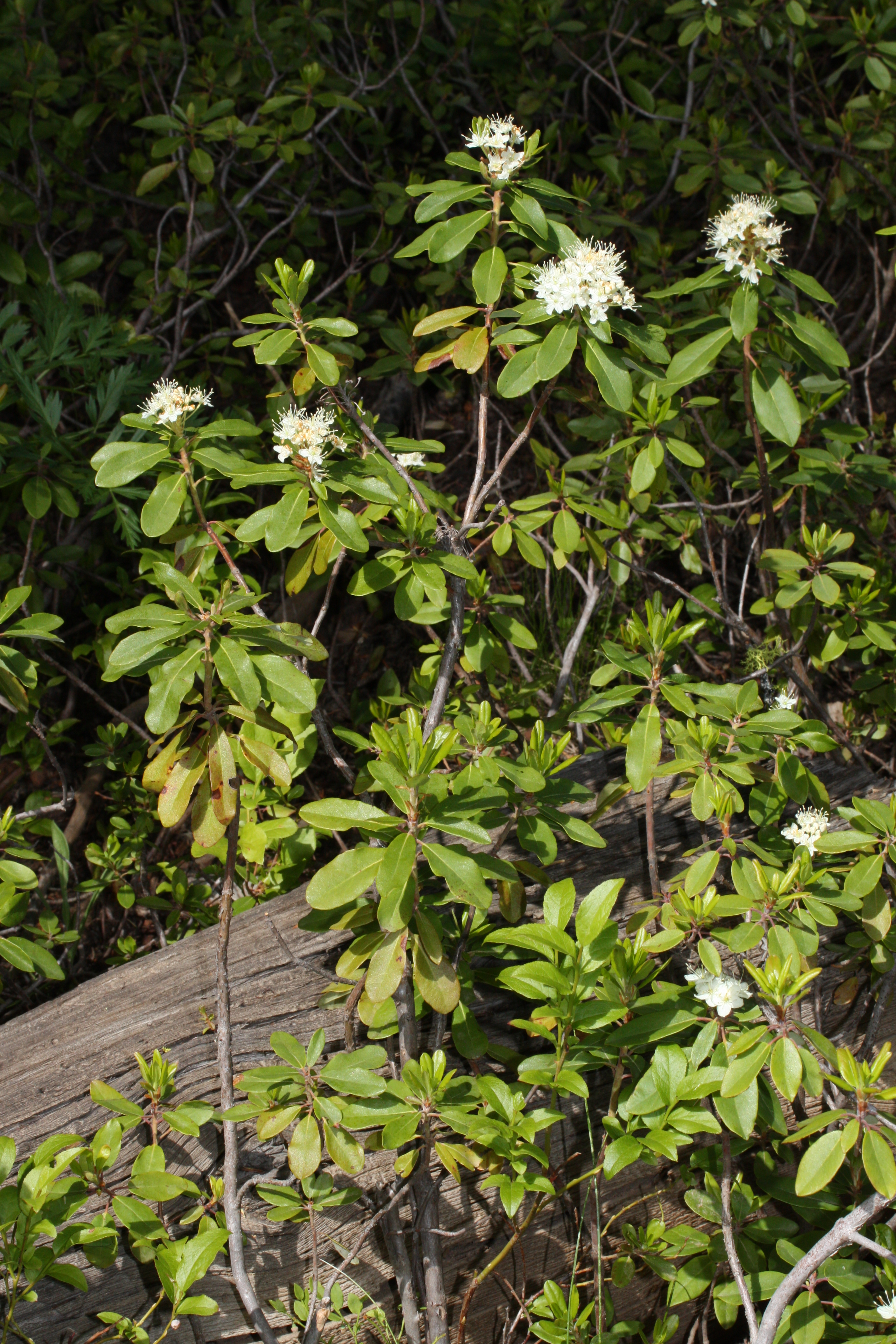
Общий вид
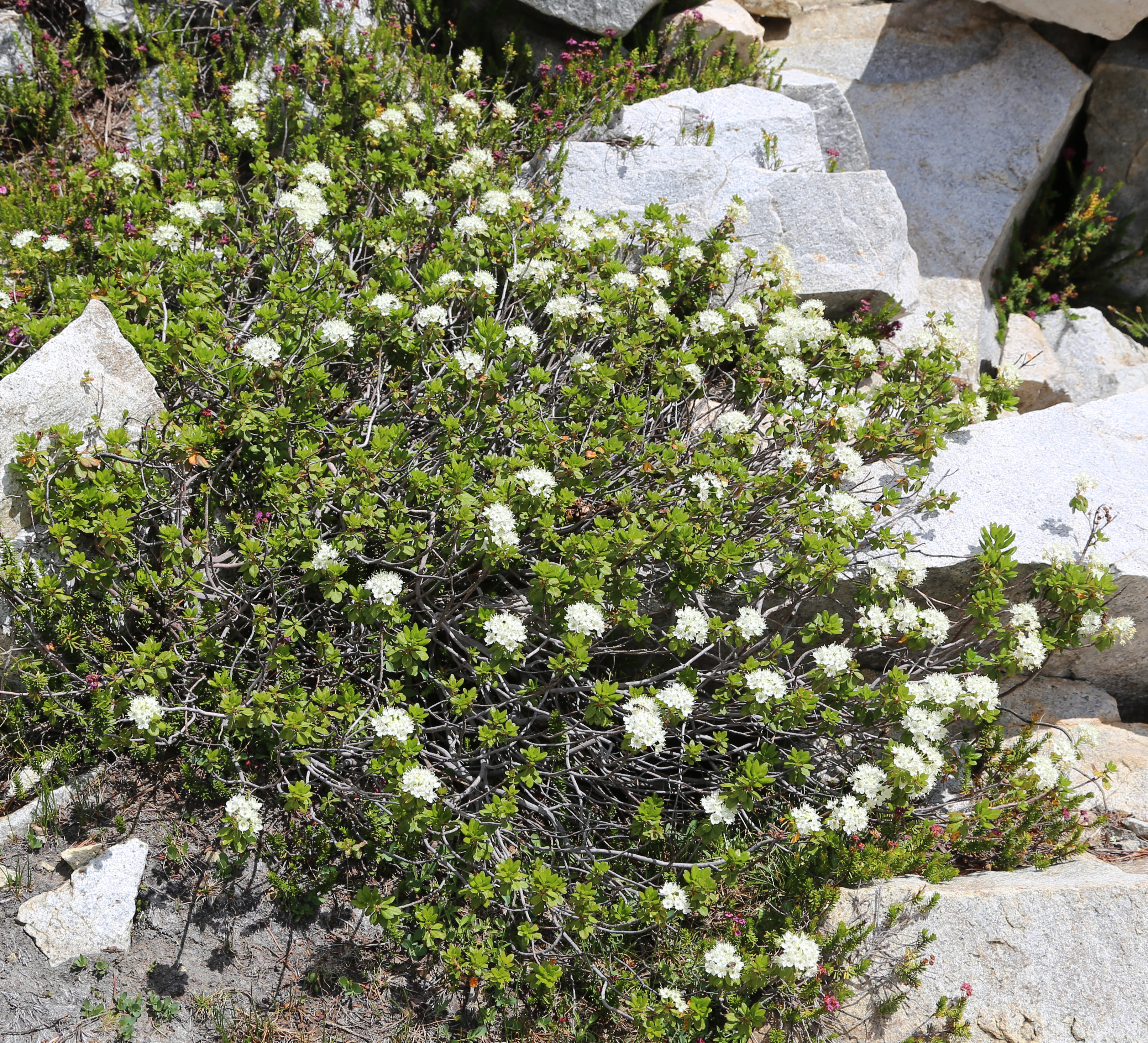
В естественной среде